# Ingvar Orrelid
Nils Ingvar Orrelid, född 13 mars 1944 i Göteborg, är en svensk brandman och målare.
Orrelid studerade för Magnus Engberg, Lennart A:son, Kaj Christensen vid Tullan Finks målarskola samt reklamlinjen vid Slöjdföreningens skola i Göteborg 1962-1965. Separat har han ställt ut i bland annat Göteborg, Stockholm, Askersund, Västerås, Kungsbacka, Newport i USA, Berlin och Hamburg. Hans konst består till stor del av landskapsmålningar från norra Halland utförda i olja, akryl eller akvarell. Orrelid är representerad vid Västerås konstmuseum, Göteborgs kommun, Kungsbacka kommun, Partille kommun, Varbergs sjukhus, Svenska kyrkan i Berlin, SOS Alarm i Göteborg och på Sjömagasinet i Göteborg.